# Aniceto Lacson

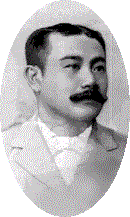
Aniceto Lacson

Aniceto Lacson (Molo, 17 april 1857 – Talisay, 3 februari 1931), was een Filipijns suikerbaron, grootgrondbezitter en revolutionair leider.

## Biografie
Lacson werd op 17 april 1857 geboren in Molo, Iloilo City. Zijn ouders Lucio Lacson en Clara Ledesma, een welgesteld echtpaar, die later emigreerden naar Negros Occidental waar ze een suikerplantage kochten. Na zijn lagere en middelbareschoolopleiding in Molo studeerde Aniceto commercie aan de Aneteno de Manila University. Na zijn studie keerde hij terug naar de Visayas en begon op Negros zijn eigen onderneming. Al vrij snel werd hij een prominente grootgrondbezitter en suikerbaron. Hij kocht zelf stukken grond en erfde later tevens de suikerplantage van zijn ouders. 
Toen in 1896 de Filipijnse Revolutie uitbrak bleef het op Negros relatief rustig. Op de tweede dag van de tweede fase van de revolutie echter, nam Lacson samen met Juan Araneta het initiatief tot een opstand tegen de Spanjaarden. Dit initiatief staat tegenwoordig wel bekend als de "Cry van Matabang", omdat het initiatief ontstond in Hacienda Matabang als reactie op een oproep van de Roque Lopez, de president van de revolutionaire regering op de naburige provincie Iloilo. De Cry van Matabang zorgde voor een algehele opstand op Negros. Op 5 november 1898 werd de Filipijnse vlag gehesen op het centrale plein van Silay en diverse naburige plaatsen. Rebellen onder leiding van Araneta, Lacson, Gil Lopez en Gamboa Benedicto versloegen de enkele honderden Spaanse soldaten op het eiland en veroverden in korte tijd de plaatsen Silay, Talisay, Bago en Bacolod. Op 6 november 1898 gaven de Spanjaarden zich over en werd er een voorlopige regering opgericht door 45 prominente inwoners van Negros. Op 26 november werd een grondwet aangenomen, waarna een revolutionaire regering werd gevormd. Lacson werd daarbij gekozen tot president van de Republiek Negros. Kort na het vormen van de regering werd op 19 december de leden voor het wetgevende assemblee gekozen, met Jose de Luzuriaga als voorzitter.
Ondertussen waren de Filipijnen bij de Vrede van Parijs in Amerikaanse handen overgegaan en was de Filipijns-Amerikaanse Oorlog begonnen. Toen de Amerikanen na de val van Iloilo City in februari 1899 op Negros arriveerden besloot de revolutionaire regering zich niet te verzetten. De leiders van Negros waren van mening dat de overmacht van de Amerikanen te groot was en waren daarnaast bang voor de negatieve gevolgen van een eventuele oorlog voor hun bezittingen en suikerplantages. De Amerikaanse gouverneur-generaal bood Lacson de positie van gouverneur van Negros aan, maar hij weigerde om zich te kunnen concentreren op zijn ondernemingen en suikerplantage.
Lacson was getrouwd met Rosario Araneta en kreeg met haar elf kinderen, van wie er drie op jonge leeftijd overleden. Een van hun kinderen was senator Isaac Lacson. Later trouwde hij met Magdalena Torres met wie hij nog eens tien kinderen kreeg. Lacson overleed in Talisay op 73-jarige leeftijd en werd begraven in zijn geboorteplaats Molo.

## Bron
- (en)  Biografie van Aniceto Lacscon[dode link], National Historical Institute